# Comuna Ialîșiv, Baranivka
Ialîșiv (în ucraineană Ялишівська сільська рада) este o comună în raionul Baranivka, regiunea Jîtomîr, Ucraina, formată din satele Ialîșiv (reședința), Iavne și Lisove.

## Demografie
Componența lingvistică a satului Ialîșiv
     Ucraineană (98,49%)
     Rusă (1,51%)
Conform recensământului din 2001, majoritatea populației satului Ialîșiv era vorbitoare de ucraineană (98,49%), existând în minoritate și vorbitori de rusă (1,51%).